# Kungsbacka Hede
Kungsbacka Hede – przystanek kolejowy w Kungsbacka, w regionie Halland, w Szwecji. Znajduje się na Västkustbanan, w północnej dzielnicy Hede i jest obsługiwana od 1992 roku przez pociągi podmiejskie Göteborgs pendeltåg. Przystanek posiada duży parking podmiejski i jest obsługiwany także przez autobusy. W pobliżu znajduje się duże centrum handlowe Freeport.

## Linie kolejowe
- Västkustbanan